# 大分県道638号白丹竹田線
大分県道638号白丹竹田線（おおいたけんどう638ごう しらにたけたせん）は、大分県竹田市を通る一般県道である。

## 概要
熊本県阿蘇郡産山村との県境近くの竹田市久住町白丹の県道131号笹倉久住線交点を起点として、竹田市飛田川の天神交差点（国道57号・国道502号接続）を終点とする一般県道である。かつての終点は飛田川交差点であったが、国道502号と接続するバイパスの整備に伴い天神交差点が新たな終点となり、飛田川交差点への経路は県道の指定を外された。
竹田市大字平田以東の終点付近では2車線で整備されているものの、起点から竹田市大字市用（しよう）にかけて未整備で、1 - 1.5車線の狭小道路があり離合困難かつ狭小である。現在は刈小野付近の稲葉ダム建設工事に伴い新たにトンネルおよび橋梁が設けられ、2車線に整備されてきている。

### 路線データ
- 起点：大分県竹田市久住町大字白丹（熊本県道・大分県道131号笹倉久住線交点）
- 終点：大分県竹田市大字飛田川（天神交差点、国道57号交点、国道502号終点）
- 路線延長：16,494.1 m[1]

## 歴史
- 1973年（昭和48年）4月2日 - 路線認定[2]

## 路線状況

### 重複区間
- 大野川上流広域農道（竹田市久住町大字添ケ津留）

### 道路施設

#### 橋梁
- 阿鹿野大橋

#### トンネル
起点から
- 小林トンネル：延長52 m、1962年（昭和37年）竣工、竹田市（稲葉ダム建設工事に伴い閉鎖）
- 松尾トンネル：竹田市
- 相原第一隧道：延長38 m、1887年竣工、竹田市
- 相原第二隧道：延長76 m、1969年（昭和44年）竣工、竹田市
- 下志土知隧道：延長130 m、1959年（昭和34年）竣工、竹田市
- 平田隧道：竹田市
- 炭竈トンネル：延長210 m、2000年（平成12年）竣工、竹田市

## 地理

### 通過する自治体

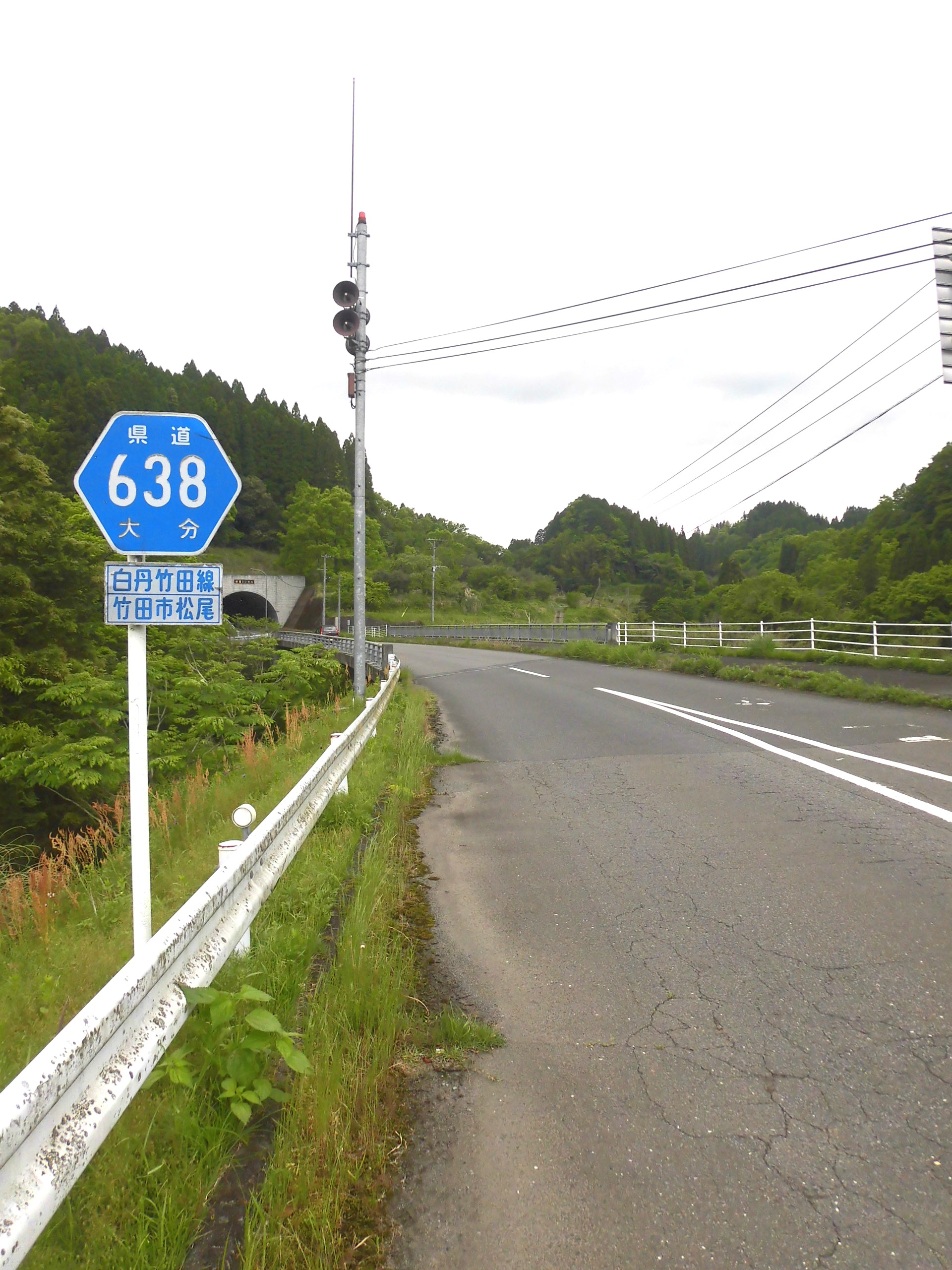
稲葉川に架かる松尾大橋の東から西方向を見る。炭竈トンネルが見える。竹田市松尾。

- 竹田市

### 交差する道路
| 交差する道路                                   | 交差する場所       | 交差する場所      |
| ---------------------------------------------- | ------------------ | ----------------- |
| 熊本県道・大分県道131号笹倉久住線              | 久住町大字白丹     | 起点              |
| 大野川上流広域農道 / 奥豊後ロード 重複区間起点 | 久住町大字添ケ津留 |                   |
| 大野川上流広域農道 / 奥豊後ロード 重複区間終点 | 久住町大字添ケ津留 |                   |
| 大分県道699号小川穴井迫線                      | 大字炭竈           |                   |
| 国道57号 国道502号                             | 大字飛田川         | 天神交差点 / 終点 |

### 沿線
- 稲葉ダム
- JA大分みどり竹田営業所
- 宮城温泉 出会いの湯
- 竹田市立飛田川野球場
- 丸福竹田ドライブイン
- 宮城郵便局
- 竹田市立宮城台小学校
- 竹田市立豊岡小学校